# NGC 931
NGC 931 је спирална галаксија у сазвежђу Троугао која се налази на NGC листи објеката дубоког неба.
Деклинација објекта је + 31° 18' 40" а ректасцензија 2h 28m 14,5s. Привидна величина (магнитуда) објекта NGC 931 износи 13,5 а фотографска магнитуда 14,3. Налази се на удаљености од 50,933 милиона парсека од Сунца. NGC 931 је још познат и под ознакама UGC 1935, MCG 5-6-49, MK 1040, IRAS 02252+3105, CGCG 504-89, KUG 0225+310, PGC 9399.